# Kristine Poghosjan
Kristine Poghosjan (ur. 27 września 1982 w Pytghni) – armeńska polityczka. Deputowana Zgromadzenia Narodowego Armenii.

## Życiorys
Poghosjan pochodzi ze wsi Pytghni w prowincji Kotajk. W 2003 roku ukończyła studia w dziedzinie cybernetyki na Narodowym Uniwersytecie Politechnicznym Armenii. W 2007 roku, na tej samej uczelni, uzyskała dyplom w katedrze studiów humanitarnych, ekonomii i zarządzania.
W latach 2005–2007 pracowała na stanowisku dyrektorskim w gorzelni Երևանի կոնյակի գործարան. W 2013 roku współzałożyła jubilerskie przedsiębiorstwo o nazwie „Tre Gufo”. Do 2018 roku pracowała w nim jako dyrektorka.

### Działalność polityczna
Od maja 2018 roku do stycznia 2019 pracowała jako asystentka Ararata Mirzojana, wicepremiera Republiki Armenii.
W wyborach parlamentarnych w Armenii w 2018 roku uzyskała mandat do Zgromadzenia Narodowego Armenii 7. kadencji. W Zgromadzeniu reprezentowała partię Kontrakt Obywatelski (Koalicja Im kajly).
W przedterminowych wyborach parlamentarnych w Armenii w 2021 roku ponownie uzyskała mandat deputowanej. Była członkinią komisji badającej III wojnę o Górski Karabach.